# 火神山医院
火神山医院（かしんざんいいん）は、湖北省武漢市蔡甸区にある新型コロナウイルスの患者を受け入れる病院である。火神山医院の占有面積は約5万平方メートル、建築総面積は3万3900平方メートル。

## 名前の由来
「火神山」は楚人の祖先の祝融から命名される。「火」という名前は、五行に関連している。中国医学では肺は五行の「金」に分類されており、相克で火克金（火は金に克つ）と言われることから、重度肺炎を引き起こす新型コロナウィルスを制圧する意味合いが込められている。

## 沿革
武漢市は医療資源が不足しているため、2020年1月23日午後、武漢市政府は肺炎患者の専門病院を設立することを決めた。武漢市は2003年のSARS対応時の北京小湯山医院を参考にし、蔡甸区に建設する専門医院を火神山医院と命名した。医院は2月3日に完成。
2月2日に中国人民解放軍湖北支援医療チームに移管された。